# Aeroporto Internacional de Ivato

O Aeroporto Internacional de Ivato (em francês: Aéroport international d'Ivato) é um aeroporto internacional no distrito de Ivato que serve principalmente a cidade de Antananarivo, capital de Madagáscar, é o principal aeroporto do país. É o principal hub da Air Madagascar, o aeroporto recentemente apresentou um plano para expansão com capacidade de acomodar o Airbus A380.